# Éric Gélinas
Éric Gélinas, född 8 maj 1991, är en kanadensisk professionell ishockeyspelare som spelar för Djurgårdens IF. Han har tidigare spelat för Colorado Avalanche och New Jersey Devils i NHL.
Han draftades i andra rundan i 2009 års draft av New Jersey Devils som 54:e spelare totalt.